# The Adventures of Lomax
The Adventures of Lomax è una spin-off del videogioco Lemmings. Il giocatore interpreta il ruolo di Lomax, un lemmings che deve salvare i suoi fratelli da Evil Ed. Il videogioco è stato prodotto per PlayStation e Microsoft Windows nel 1996.
Lomax è un lemmings eroe che deve salvare i suoi fratelli che sono stati trasformati da Evil Ed. Lomax deve fermare Evil Ed e salvare i propri fratelli utilizzando un elmetto magico. Le abilità dei lemmings sono utilizzate durante il gioco per progredire nei quaranta livelli che formano il videogioco.